# Högsåsen
Högsåsen är en by och ett naturreservat 3 km utanför Gårdsjö mot Slottsbol i Gullspångs kommun. 
Högsåsen har under 1700-talet om inte tidigare varit en liten by på cirka 20 hus. I dagsläget står bara 2 av husen kvar Det har byggts kohagar och fårhagar runt om och här finns Eva-eken, en ek på 250 år. Naturreservatet har många kända blommor på slåtterängen.